# Sailly-lez-Cambrai
Sailly-lez-Cambrai település Franciaországban, Nord megyében. Lakosainak száma 416 fő (2022. január 1.). Sailly-lez-Cambrai Blécourt, Sancourt, Haynecourt és Raillencourt-Sainte-Olle községekkel határos.

## Népesség
A település népessége az elmúlt években az alábbi módon változott:
| Lakosok száma | 457  | 461  | 477  | 471  | 457  | 443  | 429  | 422  | 416  |
|               | 2013 | 2015 | 2016 | 2017 | 2018 | 2019 | 2020 | 2021 | 2022 |